# Odonteleotris canina
Odonteleotris canina is een straalvinnige vissensoort uit de familie van slaapgrondels (Eleotridae). De wetenschappelijke naam van de soort is voor het eerst geldig gepubliceerd in 1849 door Bleeker.